# Grupo Comasta

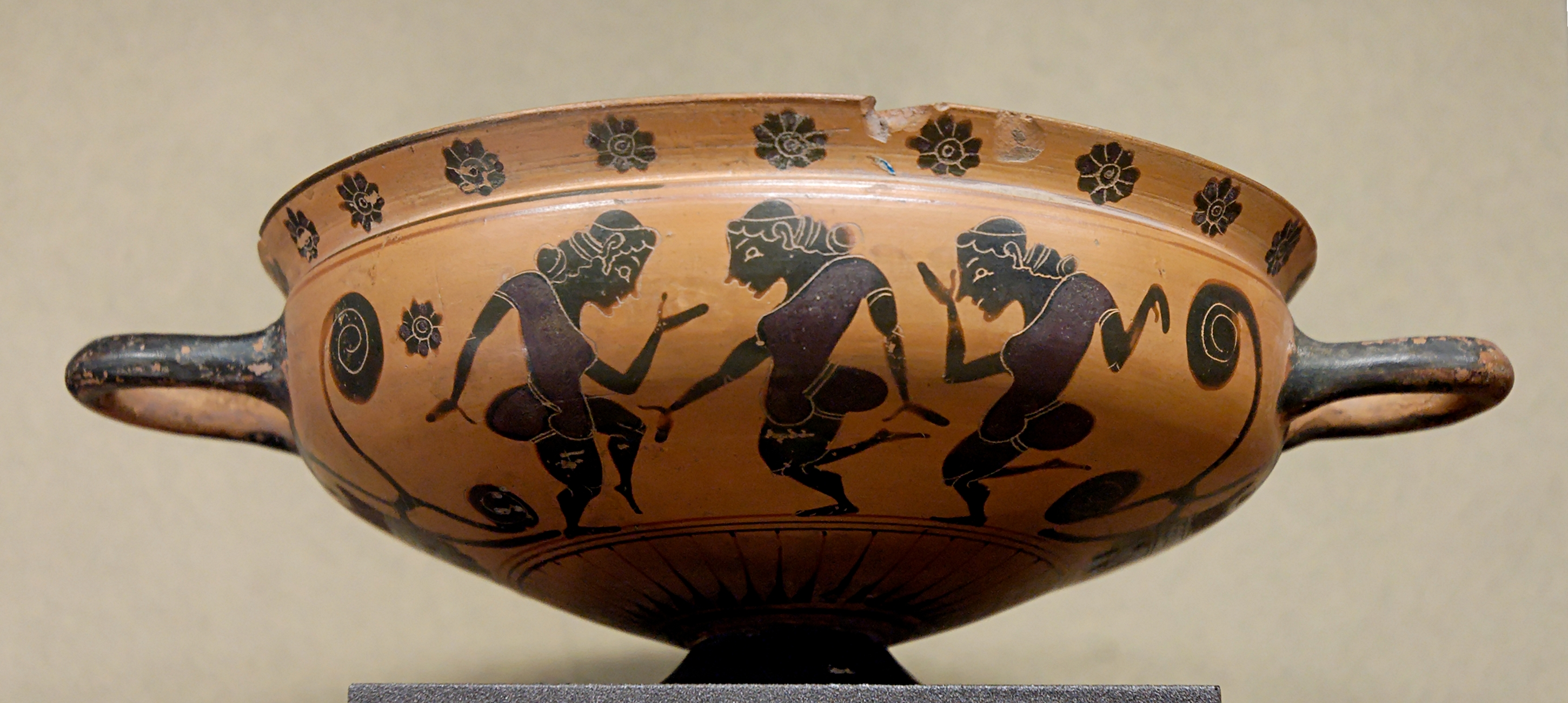
Como, escena de orgía en kílix ático de figuras negras, en el estilo denominado Copa de los comastas, 575 a. C., Museo del Louvre (Inv. E 742).

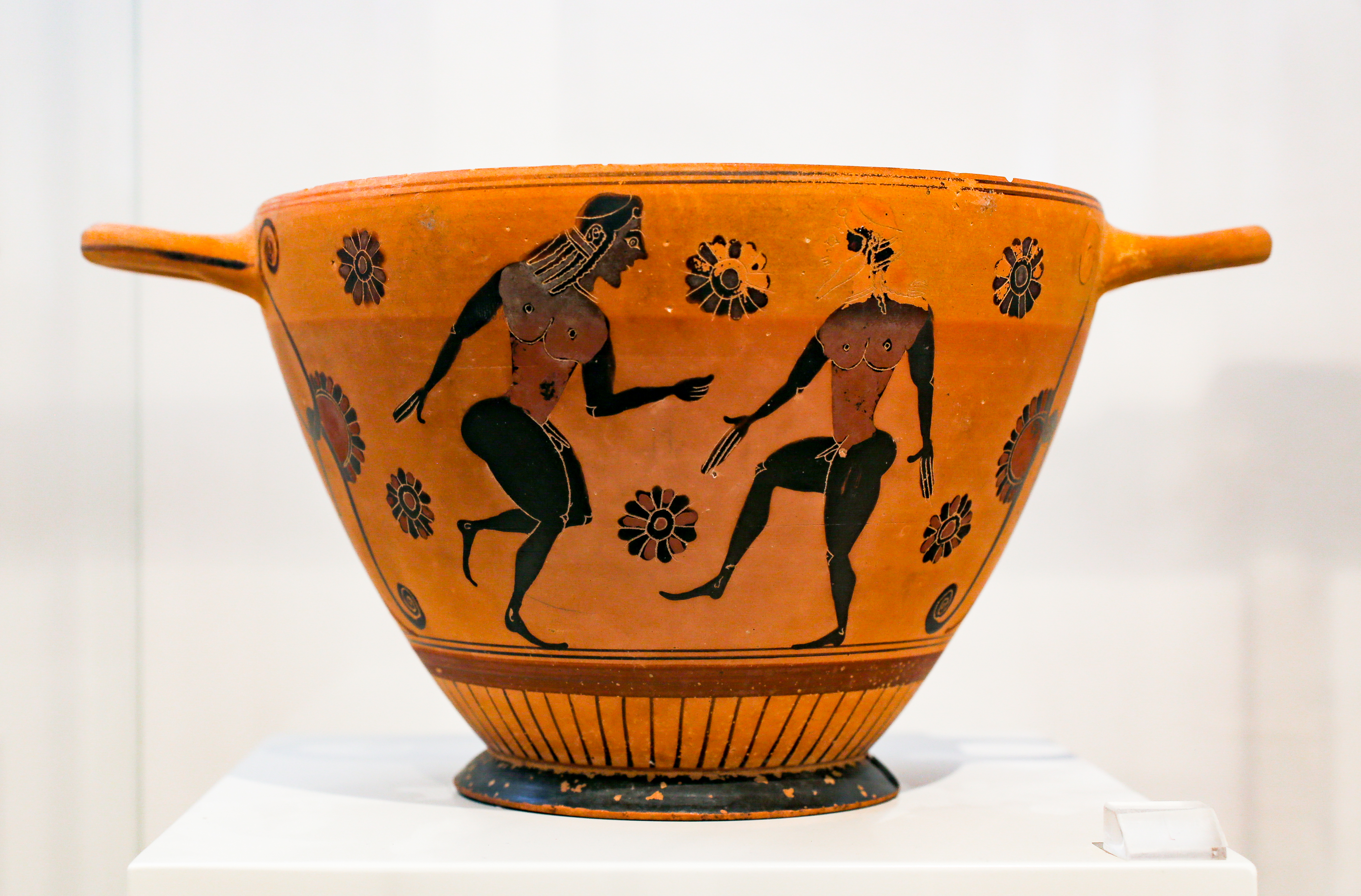
Cara A: Joven y hombre barbudo con trajes acolchados bailando. Cara B: Hombre tocando el aulós, joven bailando con copa, Atenas, grupo Comasta.

El Grupo Comasta  está compuesto por varios pintores áticos de cerámica ática de figuras negras. Las obras de sus miembros están datadas entre los años 585 y 570/560 a. de C.
Los artistas de este grupo fueron los sucesores del Pintor de la Gorgona. Los más representativos son el Pintor KX y el un poco posterior Pintor KY. La primera letra de estos nombres se refiere al nombre del grupo y la segunda al orden. El tercer representante nombrado del grupo es el Pintor de Falmouth.Pintaron vasos de formas que se habían introducido recientemente en Atenas o que no habías sido pintados hasta entonces. Especialmente pintaron cotones y lecánides. De Corinto, que seguía siendo el centro más importante de producción de cerámica, adoptaron las copas comastas, Otras formas cerámicas de este grupo son los escifos (conocidos como cótila). El Pintor KY introdujo la crátera  de columnas. También fue muy popular en la época el cántaros. 
Adoptaron de los corintios la costumbre de representar comastas (‘jueguistas danzantes y bulliciosos’ (κωμαστής, kōmastēs), de los que deriva su nombre, y fue el motivo más pintado por el grupo.  A veces aparecen desnudos y a veces vestidos con un quitón. Simultáneamente, aparecieron en la cerámica ática nuevas formas de vasos para beber, como el kílix y el escifo. El grupo fabricó, en particular, las llamadas copas comastas, que son las primeras copas de la cerámica ática que pueden llamarse kílices.  El grupo también trajo un tipo de crátera de columnas.
Las escenas de comastas permitieron a los artistas áticos alcanzar por primera vez los niveles artísticos de los pintores corintios de nivel medio. Mientras que el viejo Pintor KX aún pintaba mayoritariamente animales y solo ocasionalmente escenas de comastas, el como se convirtió en el motivo estándar del Pintor KY y sucesores. Las obras del Grupo Comasta no solo se encontraron en Ática, pues se exportaron ampliamente. Vasos o fragmentos han sido encontrados en muchos lugares, como Naucratis, Rodas, Italia central, Tarento y Corinto. 
No está claro hasta qué punto los pintores del grupo realmente cooperaron. Es posible que todos trabajaban en el mismo taller. El grupo influenció a los pintores áticos posteriores, como el Pintor de Heidelberg.